# Nizozemská ženská fotbalová reprezentace
Nizozemská ženská fotbalová reprezentace reprezentuje Nizozemsko na mezinárodních fotbalových akcích, jako je mistrovství světa žen, Mistrovství Evropy žen nebo ženský turnaj na olympijských hrách.
Nizozemský ženský národní fotbalový tým řídí Královský nizozemský fotbalový svaz (KNVB - Koninklijke Nederlandse Voetbalbond), který je členem UEFA a FIFA. Popularita týmu vzrostla během a po jejich překvapivém vítězství na domácí půdě na Euru 2017. Přezdívky pro tým jsou Oranje (Orange) a Leeuwinnen (Lvice).  Andries Jonker je hlavním trenérem. Od srpna 2022 je tým na 6. místě světového žebříčku FIFA. Nejvíce startů má Sherida Spitse (209), a nejlepší střelkyně je Vivianne Miedema (95).

## Historie
Dne 17. dubna 1971 sehrál nizozemský tým první ženský mezinárodní fotbalový zápas proti Francii, a prohrál v Hazebroucku ve Francii 4:0.

## Olympijské hry
| Rok    | Účast                                           | Soupisky |
| ------ | ----------------------------------------------- | -------- |
| 1996   | Nekvalifikovaly se                              |          |
| 2000   | Nekvalifikovaly se                              |          |
| 2004   | Nekvalifikovaly se                              |          |
| 2008   | Nekvalifikovaly se                              |          |
| 2012   | Nekvalifikovaly se                              |          |
| 2016   | Nekvalifikovaly se                              |          |
| 2020   | Prohra ve čtvrtfinále s USA                     |          |
| Celkem | Účast – 1× Zlato – 0×, Stříbro – 0×, Bronz – 0× |          |

## Mistrovství světa
| Rok    | Účast                                           | Soupisky |
| ------ | ----------------------------------------------- | -------- |
| 1991   | Nekvalifikovaly se                              |          |
| 1995   | Nekvalifikovaly se                              |          |
| 1999   | Nekvalifikovaly se                              |          |
| 2003   | Nekvalifikovaly se                              |          |
| 2007   | Nekvalifikovaly se                              |          |
| 2011   | Nekvalifikovaly se                              |          |
| 2015   | Prohra v osmifinále s Japonsko                  |          |
| 2019   | Stříbrná medaile                                |          |
| 2023   | Prohra v čtvrtfinále s Španělsko                | Soupiska |
| Celkem | Účast – 3× Zlato – 0×, Stříbro – 1×, Bronz – 0× |          |

## Mistrovství Evropy
| Rok    | Účast                                           | Soupisky |
| ------ | ----------------------------------------------- | -------- |
| 1984   | Nekvalifikovaly se                              |          |
| 1987   | Nekvalifikovaly se                              |          |
| 1989   | Nekvalifikovaly se                              |          |
| 1991   | Nekvalifikovaly se                              |          |
| 1993   | Nekvalifikovaly se                              |          |
| 1995   | Nekvalifikovaly se                              |          |
| 1997   | Nekvalifikovaly se                              |          |
| 2001   | Nekvalifikovaly se                              |          |
| 2005   | Nekvalifikovaly se                              |          |
| 2009   | Prohra v semifinále s Anglií                    |          |
| 2013   | Základní skupina                                |          |
| 2017   | Zlatá medaile                                   |          |
| 2022   | Prohra ve čtvrtfinále s Francií                 |          |
| 2025   | Základní skupina                                |          |
| Celkem | Účast – 5× Zlato – 1×, Stříbro – 0×, Bronz – 0× |          |